# Ivančići Pokupski
Ivančići Pokupski – wieś w Chorwacji, w żupanii karlowackiej, w mieście Karlovac. W 2011 roku liczyła 11 mieszkańców.